# E18 (Maleisië)

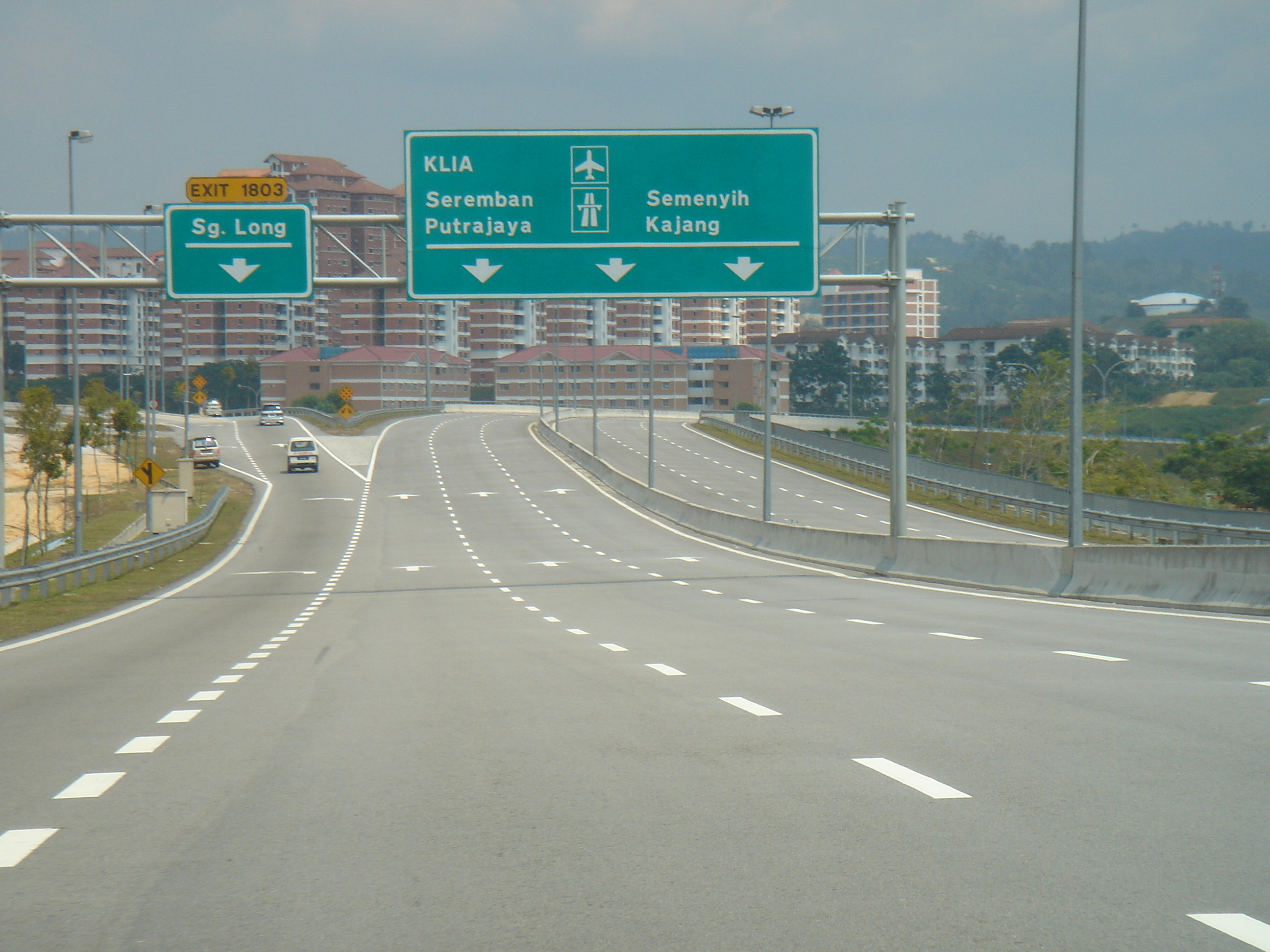
De E18

De E18 of Sistem Lingkaran-Lebuhraya Kajang (SILK) (Kajang Dispersal Link Expressway) is een autosnelweg in Maleisië. De snelweg is 37 kilometer lang en vormt een ring om Kajang. De E18 werd afgewerkt in 2004.
E1 ·
E2 ·
E3 ·
E4 ·
E5 ·
E6 ·
E7 ·
E8 ·
E9 ·
E10 ·
E11 ·
E12 ·
E13 ·
E14 ·
E15 ·
E16 ·
E17 ·
E18 ·
E19 ·
E20 ·
E21 ·
E22 ·
E23 ·
E24 ·
E25 ·
E26 ·
E27 ·
E28 ·
E29 ·
E30 ·
E31 ·
E32 ·
E33 ·
E35 ·
E36 ·
E37 ·
E38 ·
E39 ·